# Grzebacz
Grzebacz (Scalopus) – rodzaj ssaków z podrodziny grzebaczy (Scalopinae) w obrębie rodziny kretowatych (Talpidae).

## Zasięg występowania
Rodzaj obejmuje jeden żyjący współcześnie gatunek występujący w Ameryce Północnej.

## Morfologia
Długość ciała (bez ogona) 129–154 mm, długość ogona 15–30 mm; masa ciała 40–64 g.

## Systematyka
Rodzaj zdefiniował w 1803 roku francuski przyrodnik Étienne Geoffroy Saint-Hilaire w katalogu ssaków ze zbiorów Muzeum Historii Naturalnej w Paryżu o tytule Catalogue des Mammifères du Muséum national d’Histoire naturelle. Geoffroy Saint-Hilaire wymienił dwa gatunki – Sorex cristatus Linnaeus, 1758 i Scalopus virginianus Geoffroy Saint-Hilaire, 1803 (= Sorex aquaticus Linnaeus, 1758) – z których gatunkiem typowym był Scalopus virginianus Geoffroy Saint-Hilaire, 1803 (= Sorex aquaticus Linnaeus, 1758) (grzebacz wschodnioamerykański).

### Etymologia
- Scalopus (Scalops, Scalpos): gr. σκαλλω skallō „kopać”; πους pous, ποδος podos „stopa” lub σκαλοψ skalops, σκαλοπος skalopos „kret”, od σκαλλω skallō „kopać”[12].
- Talpasorex: zbitka wyrazowa nazw rodzajów: Talpa Linnaeus, 1758 (kret) oraz Sorex Linnaeus, 1758 (ryjówka)[13]. Gatunek typowy (oznaczenie monotypowe): Scalops pennsylvanica Harlan, 1825 (= Sorex aquaticus Linnaeus, 1758).
- Hesperoscalops: gr. ἑσπερος hesperos ‘zachodni’[14]; rodzaj Scalops Illiger, 1811. Gatunek typowy (oryginalne oznaczenie): †Hesperoscalops rexroadi Hibbard, 1941.

### Podział systematyczny
Do rodzaju należy jeden występujący współcześnie gatunek:
- Scalopus aquaticus (Linnaeus, 1758) – grzebacz wschodnioamerykański

Opisano również gatunki wymarłe z obszaru dzisiejszych Stanów Zjednoczonych:
- Scalopus blancoensis (Dalquest, 1975)[17] (plejstocen)
- Scalopus mcgrewi Voorhies, 1977[18] (pliocen)
- Scalopus rexroadi (Hibbard, 1941)[19] (pliocen)
- Scalopus ruficervus Dalquest, 1983[20] (pliocen)
- Scalopus sewardensis (Reed, 1962)[21] (pliocen–plejstocen)